# Jastrabie nad Topľou
Jastrabie nad Topľou es un municipio del distrito de Vranov nad Topľou en la región de Prešov, Eslovaquia, con una población estimada a final del año 2024 de 497 habitantes.
Se encuentra ubicado en el centro-sur de la región, cerca del río Topľa (cuenca hidrográfica del río Tisza) y de la frontera con la región de Košice.

## Demografía
| Año        | 1994 | 2004    | 2014    | 2024    |
| ---------- | ---- | ------- | ------- | ------- |
| Población  | 377  | 414     | 453     | 497     |
| Diferencia |      | +9,81 % | +9,42 % | +9,71 % |

| Año        | 2023 | 2024 |
| ---------- | ---- | ---- |
| Población  | 497  | 497  |
| Diferencia |      | +0 % |